# Erich Straube
Erich Straube (* 11. Dezember 1887 in Elsterwerda; † 31. März 1971 in Osterode am Harz) war ein deutscher General der Infanterie der Wehrmacht im Zweiten Weltkrieg.

## Leben
Erich Straube wurde am 11. Dezember 1887 als Sohn eines Seminarlehrers geboren. Er trat im September 1907 als Fahnenjunker in das 3. Oberschlesische Infanterie-Regiment Nr. 62 der Preußischen Armee ein und avancierte am 27. Januar 1909 mit Patent vom 28. Januar 1907 zum Leutnant. In der Folge diente er als Bataillons- und Regimentsadjutant und wurde nach dem Beginn des Ersten Weltkriegs im Dezember 1914 zum Oberleutnant befördert. 1916 stieg Straube zum Hauptmann auf und diente als Kompanieführer, MG-Offizier und Ordonnanzoffizier bei der 12. Infanterie-Division sowie als Generalstabsoffizier u. a. beim XXXXI. Reserve-Korps. Für sein Wirken erhielt er beide Klassen des Eisernen Kreuzes und das Kreuz für Verdienste im Kriege.
Nach Kriegsende kam er zum III. Reserve-Korps beim Grenzschutz Schlesien im Freikorps „Schutztruppe Bug“. Danach wechselte er als Kompaniechef zur Reichswehr und war ab 1923 in der Heeres-Statistischen Abteilung (T 3) im Truppenamt des Reichswehrministeriums tätig. 1926 folgte seine Versetzung nach Schwerin in den Stab des Infanterieführer II. Daran schloss sich 1928 eine Verwendung als Taktiklehrer und Aufsichtsoffizier an der Infanterieschule in Dresden. Im Jahr darauf stieg Straube zum Major auf. 1933 wurde er zum Chef des Stabes der Inspektion der Kriegsschulen ernannt und drei Monate später zum Oberstleutnant befördert. 1934 kam er zur Inspektion der Waffenschulen, erhielt 1935 die Beförderung zum Oberst und wurde 1936 Kommandeur des Infanterie-Regiments 92 in Göttingen. Am 15. August 1938 wurde Straube zum Kommandeur der Kriegsschule München ernannt, Mitte 1939 erfolgte die Beförderung zum Generalmajor.
Ab dem 26. August führte Straube die 268. Infanterie-Division, nahm mit ihr am Westfeldzug teil und erhielt dort für einen Durchbruch an der Maginot-Linie das Ritterkreuz des Eisernen Kreuzes. Mit dieser Division nahm er ebenfalls am Unternehmen Barbarossa teil, wurde zum Generalleutnant befördert, bevor er im Januar 1942 das Kommando abgab und in die Führerreserve versetzt wurde.
Am 21. April 1942 wurde Straube mit der Führung des XIII. Armeekorps beauftragt. Mit der Beförderung zum General der Infanterie erfolgte am 1. Juni 1942 seine Ernennung zum Kommandierenden General des Korps an der Ostfront. Am 20. Februar 1943 wurde er verwundet und deshalb erneut in die Führerreserve versetzt. Ab August 1943 war Straube Kommandierender General des LXXIV. Armeekorps in Frankreich und erhielt in dieser Eigenschaft am 30. September 1944 das Eichenlaub zum Ritterkreuz des Eisernen Kreuzes (609. Verleihung). Mitte Dezember 1944 übernahm er dann das LXXXVI. Armeekorps. Weil die Riegelstellung entlang der Maas nicht gehalten werden konnte, kam er vor ein Kriegsgericht, das jedoch den Prozess abbrach, bevor ein Urteil gefällt werden konnte. Am 28. April 1945, kurz vor Kriegsende, wurde er Oberbefehlshaber der 1. Fallschirm-Armee.

## Archivische Überlieferung
Im Bundesarchiv haben sich drei Akten über Straube (PERS 6/357, PERS 6/68466, PERS 6/301035) erhalten, zwei davon sind digitalisiert, wovon eine Teil der Generalskartei ist.